# Antonowo (województwo podlaskie)
Antonowo (dodatkowa nazwa w j. białoruskim Aнтоново) – kolonia w Polsce położona w województwie podlaskim, w powiecie bielskim, w gminie Orla. Jest częścią składową sołectwa Mikłasze.
W 2009 roku w gminie wprowadzono język białoruski jako język pomocniczy, a w 2011 pojawiły się dwujęzyczne tablice z nazwami miejscowości. 
W latach 1975–1998 miejscowość administracyjnie należała do województwa białostockiego.